# Peishansaurus
Peishansaurus philemys
Genre
Espèce
Peishansaurus est un genre fossile de dinosaures herbivores qui a vécu en Chine à la fin du Crétacé supérieur. 
L'espèce type et seule espèce est Peishansaurus philemys.

## Historique
Le genre Peishansaurus a été créé en 1953 par le paléontologue suédois Birger Bohlin (d) (1898-1990) à partir d'un fragment de mâchoire comportant quelques dents. 

### Étymologie
Peishansaurus doit son nom à la montagne de Peishan dans la région autonome ouïgoure du Xinjiang, en Chine associé au mot latin « saurus », « lézard ». 
Le nom d'espèce philemys est construit à partir des mots du grec ancien « φιλέω », « Phileô »  « aimer » et « ἐμύς », « emys », « tortue aquatique » pour indiquer que le fossile de Peishansaurus a été découvert avec de nombreux restes de fossiles de tortues nommées à l'origine Peishanemys latipons de la famille des Dermatemydidae, aujourd'hui renommées Sinochelys applanata de la famille des Sinochelyidae.

## Distribution et datation
Pheishansaurus a été découvert dans la formation de Minhe, à l'ouest de Gansu dans la région autonome ouïgoure du Xinjiang, en Chine. Cette formation géologique est datée du Campanien, il y a environ entre 84 et 72 Ma (millions d'années).

## Classification
Après avoir été considéré comme un ankylosaure juvénile par son inventeur, puis par M. K. Vickaryous et al. en 2004, il est regardé depuis 2014 comme un genre douteux nomen dubium, rattaché aux ornithischiens sans position claire (incertae sedis). Son attribution plus précise n'est pas possible au regard du fragment très limité du reste fossile et du fait que cet holotype ait été perdu.